# Espé
 (septembre 2019).
Si vous disposez d'ouvrages ou d'articles de référence ou si vous connaissez des sites web de qualité traitant du thème abordé ici, merci de compléter l'article en donnant les références utiles à sa vérifiabilité et en les liant à la section « Notes et références ».
Pour les articles homonymes, voir ESPE.
Espé, nom de plume de Sébastien Portet, est un dessinateur français de bande dessinée né le 6 décembre 1974 à Mazamet (Tarn).

## Biographie
Espé naît dans le Tarn. Tout petit déjà, il s’essaie au 9e art en s'inspirant de personnages de Comics, de Pif Gadget ou de Gotlib. Au début des années 1990, il intègre l'Ecole des beaux-arts de Toulouse. Là, il crée le fanzine Broute, et fait des interviews dessinées avec Larcenet, Guillaume Bouzard et l’équipe des Requins Marteaux. Il participe aussi aux fanzines « Roussette » chez les Requins Marteaux avec notamment Winshluss, ainsi qu’aux fanzines Le Martien, La Légende d’Ed Kurs, Porophores avec Besseron, Matthias Lehmann, Caritte, Vanyda, etc.
Il dessine ensuite pour les éditions Petit à Petit avec lesquelles il collabore à trois collectifs puis à Paroles de Taule, Paroles de Taulards et Paroles de Sourds avec Corbeyran. Par la suite, il crée la bande dessinnée Le Territoire. Toujours avec Èric Corbeyran, il enchaîne avec un diptyque mêlant culture urbaine et polar dans les rues de Bordeaux, Le 3ème Œil, et collabore avec les éditions Glénat pour un tome de Destins avec Frank Giroud et, surtout, la saga familiale dans le vignoble bordelais : Châteaux Bordeaux. Il dessine aussi L’Ile des Justes sur un scénario inspiré d’une histoire vraie écrit par Stéphane Piatzszek. Il participe aussi, en tant que dessinateur de presse, au journal numérique Le Coq des Bruyères et au bimestriel Zélium　avec, notamment, Thibaut Soulcié, Aurel, Coco, Ranson et Babouse.

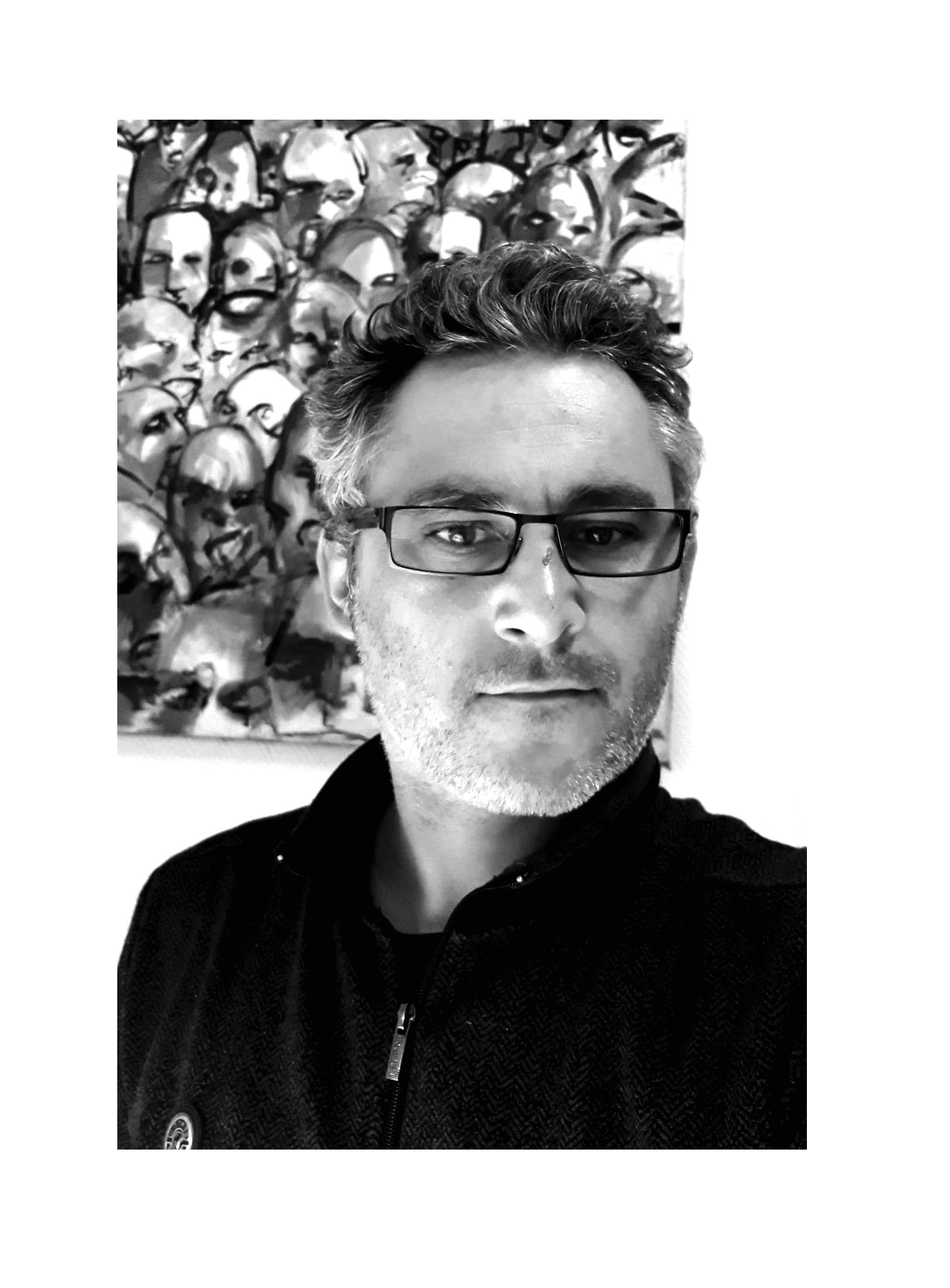
Espé en 2020.

Avec Le Col de Py paru en 2020, il aborde d'un manière intimiste la maladie cardiaque au long cours de son fils.
En septembre 2020, il collabore pour la première fois avec le journal l'Humanité. Dans le cadre du Tour de France, il publie un dessin mettant en scène Marion Rousse et Julian Alaphilippe. Cette caricature, inspirée de photos de deux calendriers érotiques, crée la polémique. La consultante cyclisme de France Télévisions, Marion Rousse (ex-cycliste professionnelle) interviewe en lingerie et sur un lit le coureur Julian Alaphilippe, qui est son compagnon. Devant le tollé suscité par cette publication, Espé présente des excuses. L'Humanité présente des excuses et dépublie le dessin. À l'issue de cela, Espé et le journal cessent leur collaboration.
Depuis avril 2021, Espé collabore au magazine Fluide Glacial en créant la rubrique « Soyons Sérieux, Restons Idiots ». En septembre 2021 sort le tome 1 de L'Agence des Invisibles, le premier scénario original de Marc Lévy pour la bande dessinée, co-écrit avec Sylvain Runberg, qu'Espé dessine pour les éditions Philéas.
En 2021 sort chez Graphic Mundi The Parakeet, l'adaptation pour les États-Unis et les pays anglophones du Perroquet, son roman graphique traitant de la bipolarité sorti chez Glénat en 2017. L'adaptation du Col de Py, The Pass, est prévue pour 2022.
En juin 2022 sort son album Soyons Sérieux, Restons Idiots chez Fluide Glacial, regroupant des gags parus tous les mois dans le magazine, aisni que des planches gags et des illustrations inédites.
En septembre 2022 parait le dernier tome de la série Châteaux Bordeaux chez Glénat, vendue à près d'un million d'exemplaires en dix ans.
Il habite à Pamiers dans l’Ariège.

## Distinctions
Espé a reçu le prix de la meilleure œuvre fantastique au festival de bande dessinée de Colomiers en 2010 pour la série Le Territoire ainsi que celui de la meilleure série au salon BD de L'Alpe d'Huez en 2014 pour Châteaux Bordeaux, qui s’est déjà vendue à plus de 550 000 exemplaires.
Le Prix Méditerranée lui est décerné au Festa di a BD corsa d'Ajaccio en 2015 pour l’album L’Île des Justes paru aux éditions Glénat.
Son œuvre, Le Perroquet, a reçu le Prix Paroles de patients 2017 décerné par le LEEM. Il a reçu aussi le prix Région Centre-Val de Loire pour sa portée citoyenne au salon BD Boum 2017.Rpbi
Cette œuvre à également reçu le prix de la Région Centre dans le cadre du festival Bd Boum
En 2021, Le Col de Py est sélectionné pour le prix Albert Uderzo.
En 2022, THE PARAKEET, traduction du Perroquet chez Gléna test nommé pour le Eisner Awards de la meilleure œuvre adapté d'un média étranger.
En 2023, THE PASS, traduction du Col de Py est nommé pour le Eisner de la meilleure œuvre adapté d'un média étranger.
En 2023, Espé est nommé aux Eisner Awards comme meilleur dessinateur/écrivain.

## Œuvres
- Roussette (collectif Les Requins Marteaux, 2000)
- Le Martien, 6, 7, 10 et 11 (collectif Rock Hardi éditions, 1999/2000)
- La Légende d'Ed Kurs (collectif, Léozédi éditions, 2000)
- Chansons de Jacques Higelin en BD (collectif, Petit à Petit, 1999)
- Poèmes de Baudelaire en BD (collectif, Petit à Petit, 2001)
- Chansons de Boby Lapointe en BD (collectif, Petit à Petit, 2001)
- Paroles de parloirs (scén. Éric Corbeyran, dessin collectif, Delcourt coll. « Encrages », 2003)
- Paroles de Taules (éditions Delcourt, 2004)
- Paroles de Sourds (éditions Delcourt, 2005)
- Le Territoire (scén. Éric Corbeyran, Delcourt coll. « Insomnie »)
  1. Nécropsie (2003)
  2. Hypnose (2003)
  3. Disparition (2004)
  4. Frontière (2006)
  5. Palingénésie (2007)
  6. Avènement (2008)
- Le 3e Œil (scén. Éric Corbeyran, Delcourt coll. « Machination »)
  1. Arnaud (2008)
  2. Maud (2009)
- Destins (Glénat coll. « Grafica »)
  1.  Le Fantôme, scénario Éric Corbeyran, 2010
- Sept jours pour une éternité..., scénario Éric Corbeyran d’après le roman de Marc Levy, Casterman
  1. Première partie, 2010
  2. Seconde partie, 2011
- Châteaux Bordeaux (scén. Éric Corbeyran, Glénat coll. « Grafica »)
  1. Le Domaine, 2011
  2. L’Œnologue, 2012
  3. L’Amateur, 2013
  4. Les Millésimes, 2013
  5. Le Classement, 2014
  6. Le Courtier, 2015
  7. Les Vendanges, 2016
  8. Le Courtier, 2017
  9. Les Primeurs, 2018
  10. Le Groupe, 2020
  11. Le Tonnelier, 2021
  12. Le Sommelier 2022

- L’Île des Justes (scénario Stéphane Piatzszek, Glénat coll. « Grafica », 2016)
- Une Famille en Guerre (scénario Stéphane Piatzszek, Glénat coll. "Grafica", 2019)
- Une Famille en Guerre tome 02 Jeunes Pousses, Glénat 2023
- Zélium, 5,6,7 et 8 (collectif, Zélium éditions, 2015/2016)
- Le Coq des Bruyères, journal numérique (2015, 2016)
- Le Perroquet, éditions Glénat, one-shot de 160 pages, 2017
- Châteaux Bordeaux - À table ! (scén. Éric Corbeyran, Glénat coll. « Grafica »)
  1. Le Chef, 2018
  2. Le Second, 2019
- Le Col de Py, Bamboo édition (2020)
- Fluide Glacial n° 538, 539, 540, 541, 542, 543, 544, 545, 546, 547, 548, HS monstres, série : « Soyons Sérieux, Restons Idiots. »
- L'Agence des Invisibles, scénario Marc Lévy, Sylvain Runberg, Editions Philéas, tome 1, 2021
- Soyons Sérieux, Restons Idiots, Fluide Glacial 2022

### Documentation
- Brieg F. Haslé, « Sept jours pour une éternité..., t.1 : Ange et démon », dBD, no 46,‎ septembre 2010, p. 88.